# Tĩnh mạch

Cấu tạo của tĩnh mạch

Tiết diện dọc tĩnh mạch minh họa van giữ cho huyết lưu không bị bơm ngược hướng

Tĩnh mạch hay Vein là mạch máu thuộc hệ tuần hoàn trong cơ thể, dẫn máu trở về tim (đối ngược với động mạch đưa máu từ tim ra). Thường thì máu trong tĩnh mạch có lượng oxy thấp khi đưa máu từ các mô trong cơ thể về tim. Hai ngoại lệ là tĩnh mạch rốn và tĩnh mạch phổi. Trong hai trường hợp này máu tĩnh mạch có lượng dưỡng khí cao.

## Cấu tạo tĩnh mạch
Tĩnh mạch có dạng ống, khi không có dung lượng thì xẹp xuống. Lớp ngoài cùng của tĩnh mạch chủ yếu cấu tạo bằng collagen bao bọc bởi nhiều vòng cơ trơn. Lớp trong cùng của tĩnh mạch là một lớp tế bào nội mô. Đa số các tĩnh mạch đều có van để ngăn ngừa máu chảy ngược chiều hoặc ứ đọng ở các chi dưới vì sức hút của Trái Đất. Vị trí tĩnh mạch thường di dịch ít nhiều theo từng cá nhân, khác với vị trí tương đối cố định của động mạch.

## Chức năng
Chức năng của tĩnh mạch là đưa luồng máu kém dưỡng khí về tim.
Tuần tự trong hệ thống tuần hoàn thì máu từ tim bơm ra sau khi rời tâm thất trái thì theo động mạch luân lưu qua các bộ phận cơ thể và bắp thịt. Máu nhả dưỡng khí (O2) ra và nhận thán khí (CO2) vào ở các vi huyết quản. Sau đó nguồn máu này theo tĩnh mạch trở về tim, vào tâm nhĩ phải rồi qua tâm thất phải trước khi được bơm qua hai lá phổi nơi bộ phận hô hấp nhận dưỡng khí (O2) vào và thả thán khí (CO2) ra. Máu từ phổi trở về tim ở tâm nhĩ trái, rồi qua tâm thất trái, hoàn tất cuộc huyết lưu tuần hoàn.